# حمام بابانجم
حمام بابانجم مربوط به دوره صفوی است و در شهرستان فیروزآباد، بخش مرکزی، منطقه بابانجم واقع شده و این اثر در تاریخ ۱۱ شهریور ۱۳۸۲ با شمارهٔ ثبت ۹۸۲۵ به‌عنوان یکی از آثار ملی ایران به ثبت رسیده است.